# Garganta de Olduvai

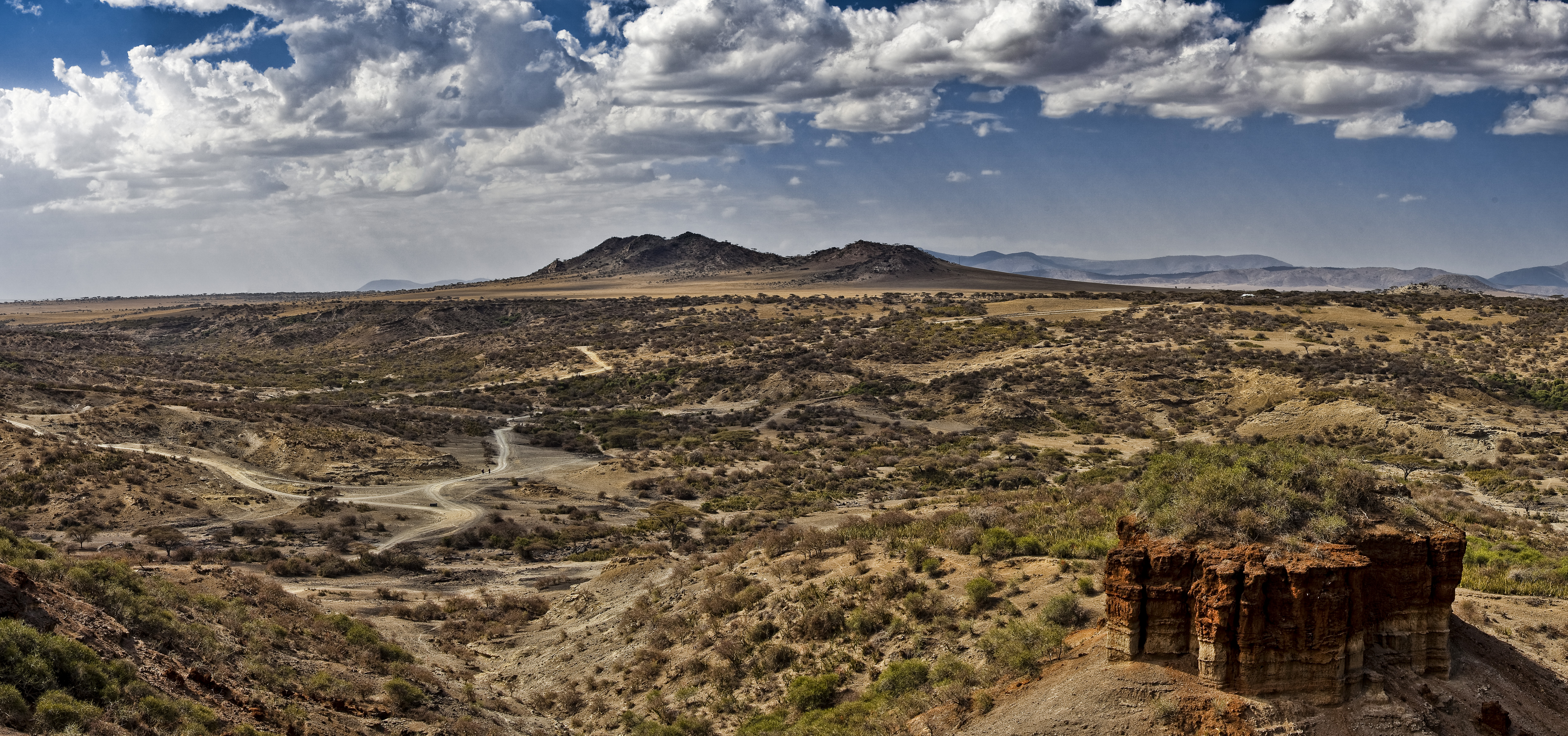
Garganta de Olduvai em setembro de 2009

A garganta de Olduvai constitui um dos lugares mais importantes no leste  da África em relação a sítios paleontológicos e arqueológicos pré-históricos olduvaienses e acheulenses. Os barrancos deste canhão também são conhecidos oficiosamente com o apelido de "berço da humanidade".
Atualmente, o governo tanzaniano prefere denominar o sítio com o seu nome original masai, "Olduvai", e assim se encontra escrito nos indicadores das estradas. O nome provém da abundância nesta zona da planta do mesmo nome, cuja principal característica é que retém água no seu interior, pelo qual, quando este líquido escasseia, é mastigada por elefantes e masai. A confusão vem desde que chegaram os primeiros exploradores alemães no princípio do século XX, que transcreveram incorretamente o seu nome original.
Fica ao leste da planície do Serengueti no norte de Tanzânia, dentro do qual é o Grande Vale do Rift, uma grande depressão que compreende cerca de 2900 km, onde a tectônica e a erosão deixaram o descoberto sedimentos de uma antiguidade compreendida entre um pouco mais de 2 milhões de anos até faz por volta de 15 000 anos (Plioceno Superior — Pleistoceno).

## Geologia e paleontologia

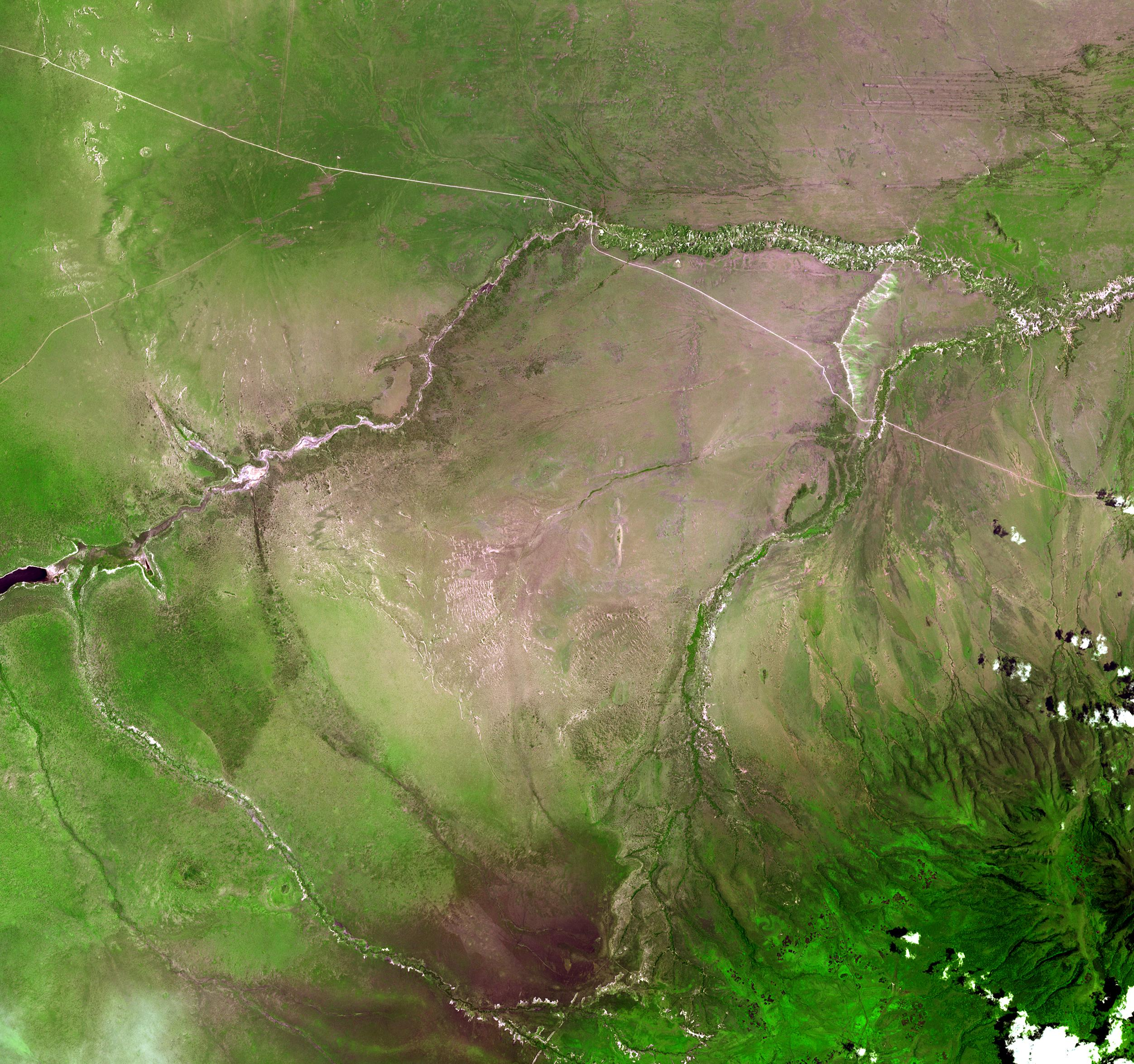
Garganta de Olduvai vista do espaço

Os trabalhos de escavação foram iniciados pelo casal Louis e Mary Leakey nos anos 1950 e foram continuados durante o século XX pelo professor Fidelis Masao da Open University of Tanzania com ajuda financeira do Earthwatch Institute. Houve também equipas de arqueólogos da Rutgers University (Universidade Estatal de Nova Jersey).
Há milhões de anos este local era ocupado por um grande lago, cujas beiras foram cobertas com depósitos sucessivos de cinzas vulcânicas. Por volta de 500 000 anos atrás, a atividade sísmica produziu a modificação da rede fluvial, drenando o lago e começando a erodir os sedimentos. Atualmente, nas paredes da garganta, ficou ao descoberto um conjunto estratigráfico de cerca de 100 m de espessura no qual se diferenciaram até sete níveis principais.
O conjunto sedimentar corresponde a depósitos de origem lacustre, aluviais e fluviais, com intercalações de tobas vulcânicas.
As camadas de cinzas e pedras vulcânicas (piroclastos) permitem realizar datações radiométricas, nomeadamente com os métodos de datação por potássio-árgon (40K/40Ar) e árgon-árgon (40Ar/39Ar) e, portanto, datar os objetos que contêm (ou datar por cima, ou por baixo, segundo se localizem na série).

### Estratigrafia
No término inferior da série, e por baixo das camadas sedimentares, encontram-se rochas vulcânicas, as ignimbritas de Naabi, cujo teto foi datado em torno dos 2 milhões de anos.
O nível com restos arqueológicos mais antigo, conhecido como Camada I (Bed I), de cerca de 50 m de potência, registra assentamentos com uma indústria lítica muito primitiva, desenvolvida com lascas fabricadas com basalto e quartzo. Dado que este tipo de ferramentas foram descobertas pela primeira vez neste local, a etapa cultural na que se produziram foi denominada Olduvaiense por Mary Leakey. Os ossos achados nesta camada são de hominídeos primitivos como Paranthropus boisei e dos primeiros espécimes encontrados de Homo habilis. O teto da unidade foi datado em 1,8 Ma.
Acima desta, encontra-se a Camada II, de 15 a 20 m de potência, que registra uma redução gradual do primitivo lago e importante atividade tectônica datada por volta de 1,6 Ma. As ferramentas de pedra começam a ser substituídas por bifaces mais sofisticados da indústria acheulense, que coexiste com um Olduvaiense evoluído. O final desta camada poderia ser datado por volta de  1,2 Ma.
O conjunto das Camadas III e IV   não supera os 11 m de espessura, e correspondem a sedimentos aluviais, já desaparecido o lago dos episódios precedentes. Seguem-se encontrado ferramentas acheulenses e olduvaienses evoluídas, atribuídas a Homo ergaster. A datação do teto da Camada IV não é bem definido, mas dados paleomagnéticos dos níveis posteriores indicam uma idade anterior a 1 Ma.
Posteriormente formaram-se as camadas seguintes, que se denominaram Camadas Masek  (Masek Beds, de 1 Ma a 400 000 anos) —com um período de importante atividade tectônica e vulcanismo entre 600 000 e 400 000 anos—, Camadas Ndutu (400 000 a 75 000 anos) e Camadas Naisiusiu (22 000 a 15 000 anos) e que contêm ferramentas da indústria lítica desenvolvida por Homo sapiens.

## Museu
O Museu da garganta de Olduvai (Olduvai Gorge Museum em inglês) fica nas proximidades da garganta. O museu apresenta exposições relativas à história da garganta.